# German European School Singapore

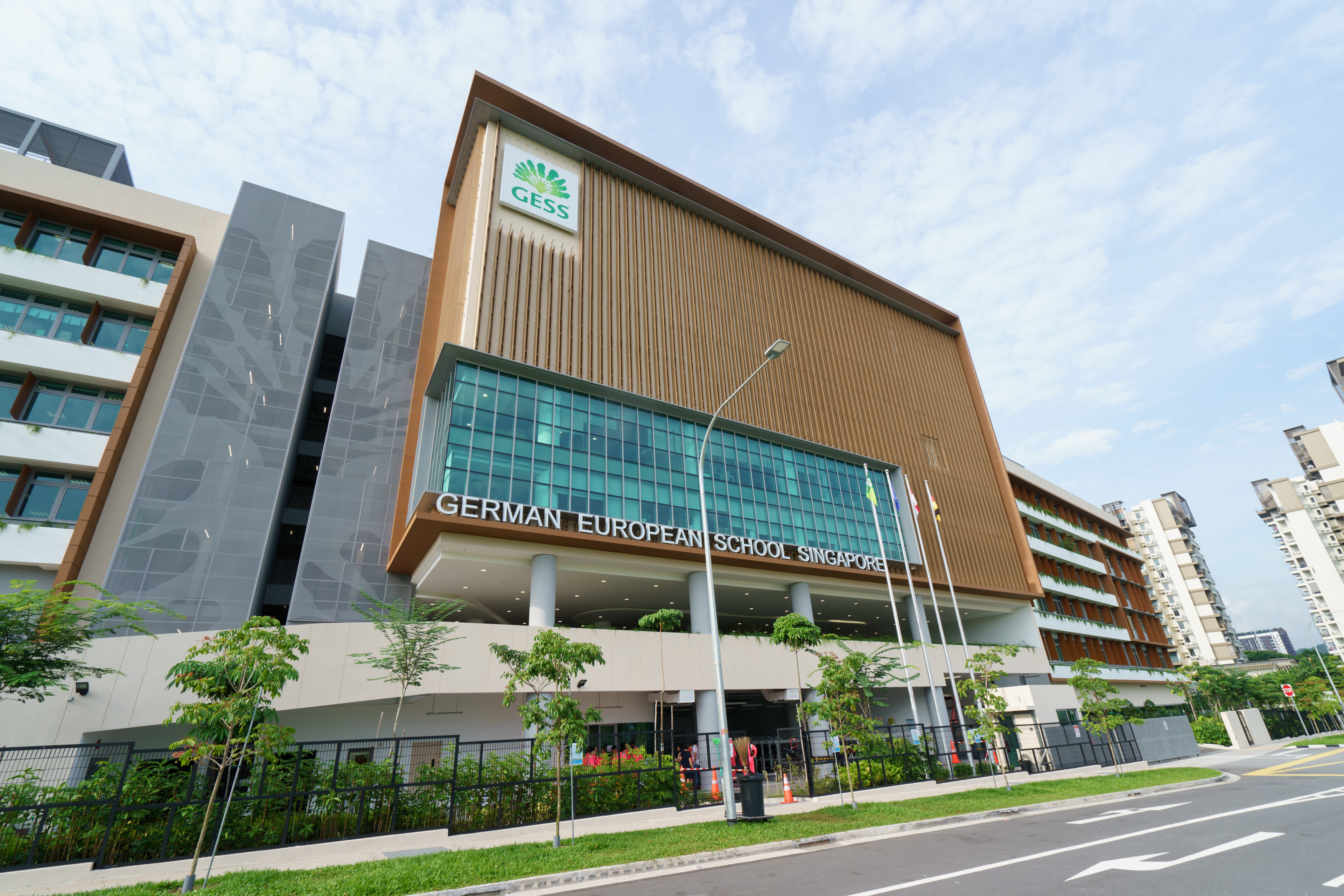
German European School Singapore (2019)

Die German European School Singapore (GESS International School) / Deutsche Europäische Schule Singapur ist eine internationale, multilinguale koedukative Schule in Singapur. Sie ist eine Deutsche Auslandsschule. Die GESS ist eine gemeinnützige Schule, in der ca. 1850 Schüler (Schuljahr 2022/2023) aus mehr als 60 Ländern unterrichtet werden. Die Philosophie der GESS “Celebrate your roots, Discover your wings” bildet das Rückgrat ihres Bildungsansatzes.  Seit 2004 hat sich ihr Grundsatz „eine Schule – zwei Systeme“ kontinuierlich weiterentwickelt. Die Europäische Sektion bietet das Programm der International Baccalaureate Organisation (IB) auf Englisch an. Dieses besteht aus Grundschule (Primary Years Programme, PYP), Sekundarstufe I (Middle Years Programme, MYP) und Sekundarstufe II (Diploma Programme, DP).
Als eine von der deutschen Bundesregierung ausgezeichnete Exzellente Deutsche Auslandsschule bietet die Deutsche Sektion der GESS alle deutschen Schulabschlüsse an. Die GESS konzentriert sich auf die Vermittlung europäischer Sprachen und Kultur. Insbesondere die Unterstützung der Muttersprache nimmt einen großen Stellenwert ein. Für niederländische Schüler z. B. bietet die Schule ein mother-tongue programme an, das in den Lehrplan der Sekundarstufe des europäischen Schulzweigs integriert ist. Das Niederländisch-Programm wurde in Zusammenarbeit mit Rijnsland Education Worldwide entwickelt.

## Geschichte
Der erste Unterricht an der Deutschen Schule fand am 25. August 1971 mit sechs Schülern statt. Weniger als ein Jahr nach Eröffnung, im April 1972, öffneten Kindergarten und Vorschule ihre Pforten. Die Schule wuchs weiterhin schnell und die Fertigstellung eines neuen Schulgebäudes legte den Grundstein für den heutigen Main Campus.
Im Jahr 2004 entschied die Schule, auch Unterricht auf Englisch anzubieten und die Akkreditierung von der IB Organisation zu erlangen. Der Name der Schule wurde in German European School Singapore (GESS) geändert und die Europäische Sektion begann nach dem IB-Lehrplan zu unterrichten. Ebenfalls wurde eine Schuluniform eingeführt.
Wachsende Schülerzahlen führten im August 2008 zu dem Entschluss, einen separaten Campus für die Vor- und Grundschule an der Jalan Jurong Kechil zu eröffnen. Mit der Akkreditierung des Vorschulischen Bereichs der GESS in 2010, das IB Primary Years Programme zu unterrichten, wurde die GESS zu einer vollständig zertifizierten IB World School für alle Altersgruppen.

## Unterrichtsangebot
Seit der Entscheidung, Bildung auf Deutsch und Englisch anzubieten, besteht die GESS aus zwei verschiedenen und dennoch zusammenhängenden Sektionen. Die Europäische Sektion der GESS bietet das IB Diploma Programme auf Englisch an und der deutsche Zweig bietet eine Ausbildung in deutscher Sprache an, die zu allen deutschen Schulabschlüssen führt. Kunst und Physik werden allerdings auch im deutschen Zweig auf Englisch unterrichtet und Geschichte bilingual (d. h., es gibt manchmal Arbeitsaufträge auf Englisch, dominant ist allerdings die deutsche Sprache). Um den Zusammenhalt der Schulgemeinschaft zu unterstützen, erteilt die GESS in beiden Schulzweigen in Deutsch, Englisch, Mathematik und Französisch differenzierte Unterrichtskurse: Den Grundkurs (G-Kurs) und den Erweiterten Kurs (E-Kurs). Der E-Kurs in Englisch wird auf muttersprachlichem Niveau unterrichtet.
Im europäischen Zweig ist Englisch in jedem Fach Unterrichtssprache. Schüler dieser Sektion lernen im europäischen Zweig Englisch, eine zweite Muttersprache und zwei Fremdsprachen. Zur Auswahl stehen hierbei Deutsch, Niederländisch und Dänisch. Ab der fünften Klasse kann man als dritte Fremdsprache Französisch, Spanisch oder Mandarin wählen.
Im Rahmen des Ansatzes der GESS, eine ganzheitliche Bildung zu gewährleisten, haben die Schüler zahlreiche Möglichkeiten, einer Reihe kreativer und sportlicher Betätigungen nachzugehen. Dabei nehmen Sportmannschaften der Schule an der Athletic Conference of Singapore International Schools (ACSIS), einer disziplinübergreifenden Liga von Mannschaften der verschiedenen internationalen Schulen Singapurs, teil. Besonders zu hervorheben sind dabei in letzter Zeit die Erfolge der Schwimm-, Basketball- und Fußballteams, die unter anderem auch schon Talente auf einer nationalen Ebene und im (semi)profi Level hervorgebracht haben. Die GESS nimmt regelmäßig an den Südostasienspielen und dem Kulturfestival der deutschen Schulen in Südostasien teil, die miteinander abwechselnd jedes Jahr an einer anderen teilnehmenden Schule stattfinden.
In den Kleinkind-, Kindergarten- und Vorschulgruppen lernen und entwickeln sich die jüngsten Mitglieder gemeinsam. Die Gruppen werden von Muttersprachlern unterrichtet, um den Kindern zu ermöglichen, ihre Deutsch- bzw. Englischkenntnisse zu vertiefen.
Im deutschen Zweig wird der Lehrplan von Thüringen verwendet, im europäischen der IB-Lehrplan. Das deutsche Curriculum bietet alle deutschen Schulabschlüsse nach baden-württembergischem Vorbild.

## Campus
Die German European School Singapore (GESS) befand sich bis einschließlich Sommer 2018 auf zwei Schulgeländen in der Nähe des Bukit Timah Nature Reserves bzw. des Bukit Batok Nature Parks. Es wurde ein neuer Schulcampus in der Dairy Farm Lane gebaut, der zu Beginn des Schuljahres 2018/2019 fertiggestellt wurde.